# Peter Graves
Peter Graves, artiestennaam van Peter Aurness, (Minneapolis, 18 maart 1926 - Pacific Palisades, 14 maart 2010) was een Amerikaans acteur en regisseur. Hij was de jongere broer van acteur en producer James Arness (1923-2011), bekend van de reeks Gunsmoke.

## Levensloop
Peter Graves groeide op in Minnesota en werd op zijn 16de radiopresentator in Minneapolis. Na twee jaar dienst bij de Amerikaanse luchtmacht, ging hij toneel aan de Universiteit van Minnesota studeren. In het begin van de jaren 1950 begon hij op te treden in films en op televisie. Hij speelde bijrollen in Stalag 17 van Billy Wilder (1953) en in de cultfilm The Night of the Hunter van Charles Laughton (1955), waarin hij de rol speelde van de celgenoot van Robert Mitchum die een buit verborgen heeft. Peter Graves was in die tijd ook de vedette in minder belangrijke films, vooral westerns.
Peter Graves werd vooral populair met de rol van Jim Phelps, het hoofd van de ploeg van Mission: Impossible, vanaf het tweede seizoen van 1967. Hij speelde deze rol in 143 afleveringen tot het einde van de reeks in 1973. Nadien speelde hij een tijdje geen gedenkwaardige rollen, totdat hij de rol speelde van boordcommandant in de parodie Airplane! uit 1980, waarin hij optrad met Leslie Nielsen en Lloyd Bridges. In 1988 speelde Peter Graves opnieuw de rol van Jim Phelps in een nieuwe reeks van Mission Impossible, die deze keer twee seizoenen liep en 35 afleveringen telde. Daarna trad hij nog slechts sporadisch op, bijvoorbeeld als guest star in series als 7th Heaven, House en Cold Case.

## Filmografie

### Als acteur
- 1951 - Rogue River als Pete Dandridge
- 1951 - Fort Defiance als Ned Tallon
- 1952 - The Congregation
- 1952 - Red Planet Mars als Chris Cronyn
- 1953 - Stalag 17 als Price
- 1953 - War Paint als Trooper Tolson
- 1953 - East of Sumatra als Cowboy
- 1953 - Where's Raymond? (tv)
- 1953 - Beneath the 12-Mile Reef als Arnold
- 1954 - Killers from Space als Dr. Douglas Martin
- 1954 - The Yellow Tomahawk als Sawyer
- 1954 - The Raid als kapitein Frank Dwyer
- 1954 - Black Tuesday als Peter Manning
- 1955-1960 - Fury televisieserie
- 1955 - Fort Yuma als Ben Keegan
- 1955 - The Long Gray Line als korporaal Rudolph Heinz
- 1955 - Robbers' Roost als Heesman
- 1955 - Wichita als Morgan Earp
- 1955 - The Naked Street als Joe McFarland als
- 1955 - The Night of the Hunter als Ben Harper
- 1955 - The Court-Martial of Billy Mitchell als kapitein Bob Elliott
- 1956 - It Conquered the World als Dr. Paul Nelson
- 1956 - Hold Back the Night als Lt. Lee Couzens
- 1956 - Canyon River als Bob Andrews
- 1957 - Beginning of the End als Dr. Ed Wainwright
- 1957 - Bayou als Martin Davis
- 1957 - Death in Small Doses als Tom Kaylor
- 1958 - Wolf Larsen als Van Weyden
- 1959 - A Stranger in My Arms als Donald Ashton Beasley
- 1960 - Whiplash (tv) als Christopher Cobb
- 1961 - Las Vegas Beat (tv) als Bill Ballin
- 1965 - Court Martial (tv) als Maj. Frank Whittaker
- 1965 - A Rage to Live als Jack Hollister
- 1966 - Texas Across the River als kapitein Rodney Stimpson
- 1967 - The Ballad of Josie als Jason Meredith
- 1967 - Valley of Mystery (tv) als Ben Barstow
- 1967 - Mission: Impossible (tv): Jim Phelps
- 1967 - The Invaders (tv) als Sgt. Gavin Lewis
- 1968 - Sergeant Ryker als Maj. Whitaker
- 1968 - Call to Danger (tv) als Jim Kingsley
- 1969 - Un Esercito di cinque uomini als Hollander
- 1973 - Call to Danger (tv) als Doug Warfield
- 1973 - The President's Plane Is Missing (tv) als Mark Jones
- 1974 - Scream of the Wolf (tv) als John Wetherby
- 1974 - The Underground Man (tv) als Lew Archer
- 1974 - Where Have All the People Gone? (tv) als Steven Anders
- 1975 - Dead Man on the Run (tv) als Jim Gideon
- 1975 - Sidecar Racers als Carson
- 1977 - SST: Death Flight (tv) als Paul Whitley
- 1978 - The Gift of the Magi (tv) als O. Henry
- 1978 - Missile X : Geheimauftrag Neutronenbombe als Alec Franklin
- 1978 - High Seas Hijack als Elliott Rhoades
- 1979 - The Rebels (tv) als George Washington
- 1979 - The Clonus Horror als Jeffrey Knight
- 1979 - Death Car on the Freeway (tv) als luitenant Haller
- 1980 - Steve Martin: Comedy Is Not Pretty (tv) als televisiedirecteur
- 1980 - Survival Run als Kandaris
- 1980 - The Memory of Eva Ryker (tv) als Rogers
- 1980 - Airplane! als kapitein Oveur
- 1981 - The Guns and the Fury als Janzer
- 1981 - Three Hundred Miles for Stephanie (tv) als kapitein McIntyre
- 1982 - Savannah Smiles als Harland Dobbs
- 1982 - Airplane II: The Sequel als kapitein Clarence Oveur
- 1983 - The Winds of War (tv) als Palmer 'Fred' Kirby
- 1984 - Mad Mission III : Our Man from Bond Street (Zuijia paidang zhi nuhuang miling) als Tom Collins
- 1987 - Number One with a Bullet als kapitein Ferris
- 1987 - If It's Tuesday, It Still Must Be Belgium (tv)
- 1988 - Mission impossible (tv-reeks) als Jim Phelps
- 1988 - War and Remembrance (tv) als Palmer Kirby
- 1993 - Addams Family Values als presentator
- 1999 - House on Haunted Hill als zichzelf
- 2001 - These Old Broads (tv) als Bill
- 2002 - Men in Black II als zichzelf
- 2003 - With You In Spirit (tv) als Hal Whitman
- 2003 - Looney Tunes: Back in Action als presentator van de film over de nationale veiligheid

### Als regisseur
- 1966 - Gunsmoke (tv-reeks)
- 1972 - Mission impossible (tv-reeks)

- Biblioteca Nacional de España: XX1295417
- Bibliothèque nationale de France: cb13950759r (data)
- Gemeinsame Normdatei: 140947221
- International Standard Name Identifier: 0000 0003 6846 2271
- Library of Congress Control Number: n80057630
- MusicBrainz: 08fb585b-baae-492d-8bc4-c21cb900aa73
- Nationale Bibliotheek van Tsjechië: xx0179756
- Nationale Bibliotheek van Israël: 987007349690105171
- Nationale Bibliotheek van Polen: a0000002269736
- Nederlandse Thesaurus van Auteursnamen: 169353435
- Système universitaire de documentation: 130007889
- Virtual International Authority File: 100242294
- WorldCat: E39PBJjRVHxhF7tTMyBYGjmPQq